# Playa de la Potabilizadora
La playa de la Potabilizadora está situada en el municipio de Ceuta, en la ciudad autónoma de Ceuta, España.
Es una cala que se encuentra en el contorno sur del monte Hacho, bajo los taludes el monte que le abriga. Sus aguas son transparentes.

## Historia
En 1962 se autorizó la construcción en este entorno de una potabilizadora de agua de mar.
Es conocida también como playa del Desnarigado, por estar cerca del Castillo del Desnarigado. El nombre se debe a un pirata berberisco huido de las minas del Riff y que se estableció en esta costa, tras capturar a la guarnición portuguesa y a unos pescadores, estableciendo su base por donde está actualmente el castillo. Poco se conoce sobre la vida real al margen de la leyenda popular de este pirata, conocido como el Desnarigado, al no tener nariz. Al parecer era un esclavo que al igual que los otros que trabajaban en las minas del Riff era marcado amputándosele la nariz, de ahí el nombre.